# Grand Prix de Denain 1961
La 3e édition du Grand Prix de Denain a eu lieu le 4 avril 1961. Elle a été remportée par le Belge Arthur Decabooter.

## Classement final
Arthur Decabooter remporte la course en parcourant les 160 kilomètres en 4 h 8 min 46 s à la vitesse moyenne de 38,590 km/h.
| Classement final, | Classement final, | Classement final, | Classement final, | Classement final, |
|                   | Coureur           | Pays              | Équipe            | Temps             |
| ----------------- | ----------------- | ----------------- | ----------------- | ----------------- |
| 1er               | Arthur Decabooter | Belgique          | Groene Leeuw      | en 4 h 8 min 46 s |
| 2e                | Roger Baens       | Belgique          | Bertin            |                   |
| 3e                | Marcel Ongenae    | Belgique          | Dr Mann           |                   |
| modifier          |                   |                   |                   |                   |